# Julia chị
Julia chị, cũng được biết là Julia Major/Maior và Julia lớn, là con gái thứ nhất của quan tổng đốc Gaius Julius Caesar và Aurelia Cotta. Bà thường được biết đến với thân phận là chị gái của viên quan độc tài Gaius Julius Caesar.

## Gia đình
Julia là con đầu trong ba người con sinh ra tại La Mã của Gaius Julius Caesar và Aurelia Cotta. Không rõ năm sinh chính xác của bà, nhưng bà hẳn phải sinh trước năm 101 TCN, vì em gái bà sinh khoảng thời gian đó, còn em trai bà sinh năm 100 TCN. Vào thời điểm này, những người con gái của các gia đình La Mã thường không được đặt (hoặc được ghi chép theo) tiền danh [praenomen] trừ khi có nhiều chị em trong một gia đình, vì thế hai Juliae thường được đề cập đến bằng những cái tên là "Julia Major" và "Julia Minor" khi có nhu cầu phân biệt rõ ràng.
Không có nhiều ghi chép về cuộc đời của Julia, trừ việc bà đã kết hôn hai lần, một lần với Lucius Pinarius, một người xuất thân từ gia đình quý tộc Pinarii, và một lần với Quintus Pedius, tuy nhiên thứ tự không được biết rõ. Bà có ít nhất một người con trai từ mỗi lần kết hôn. Bà là bà nội của Lucius Pinarius và Quintus Pedius, những người cùng với người họ hàng của họ, Gaius Octavius, cháu trai của Julia em, được xướng tên là người thừa kế của Caesar trong di thư của viên quan độc tài. Titus Pinarius, một người bạn của Cicero, có thể là một người cháu nội khác và là anh/em trai của Lucius. Có một số học giả cho rằng, Lucius Pinarius và Quintus Pedius thực chất là con trai của Julia chứ không phải cháu nội của bà.
Mẹ của Caesar và một trong hai người chị của ông đã đưa ra bằng chứng chống lại Publius Clodius Pulcher khi ông này bị tố cáo vì tội nghịch đạo, năm 61 TCN, nhưng không rõ người chị đó là Julia chị hay Julia em. Vợ của Caesar, Pompeia, đã tình nguyện tổ chức lễ hội của nữ thần Bona Dea, mà đàn ông không được phép tham dự. Trong buổi lễ, Clodius đã lẻ vào nhà Caesar trong dạng cải trang là một phụ nữ, được cho là với mục đích quyến rũ Pompeia. Tuy Clodius được xử vô tội, sự cố này đã khiến Caesar, lúc đó đang là tư tế tối cao (Pontifex Maximus), ly dị Pompeia, nhấn mạnh rằng đã là vợ ông thì phải không vướng vào bất cứ việc gì gây nên điều tiếng.

## Sách
- Gaius Suetonius Tranquillus, Tiểu sử 12 hoàng đế, "Caesar".
- Appianus Alexandrinus (Appianus), Bellum Civile (Nội chiến), book iii.
- Scholia Bobiensa, In Clodio, Johann Caspar von Orelli, ed.
- "Julia" (no. 3), trong Từ điển tiểu sử và thần thoại Hy Lạp và La Mã, William Smith, ed., Little, Brown and Company, Boston (1849).
- Friedrich Münzer, "Aus dem Verwandtenkreise Caesars und Octavians", trong Hermes, vol. 71 (1936).